# Колеранеско
Колеранеско је насеље у Италији у округу Терамо, региону Абруцо.
Према процени из 2011. у насељу је живело 1432 становника. Насеље се налази на надморској висини од 39 м.